# Salsola longifolia
Salsola longifolia là loài thực vật có hoa thuộc họ Dền. Loài này được Forssk. miêu tả khoa học đầu tiên năm 1775.